# Єжи Старак

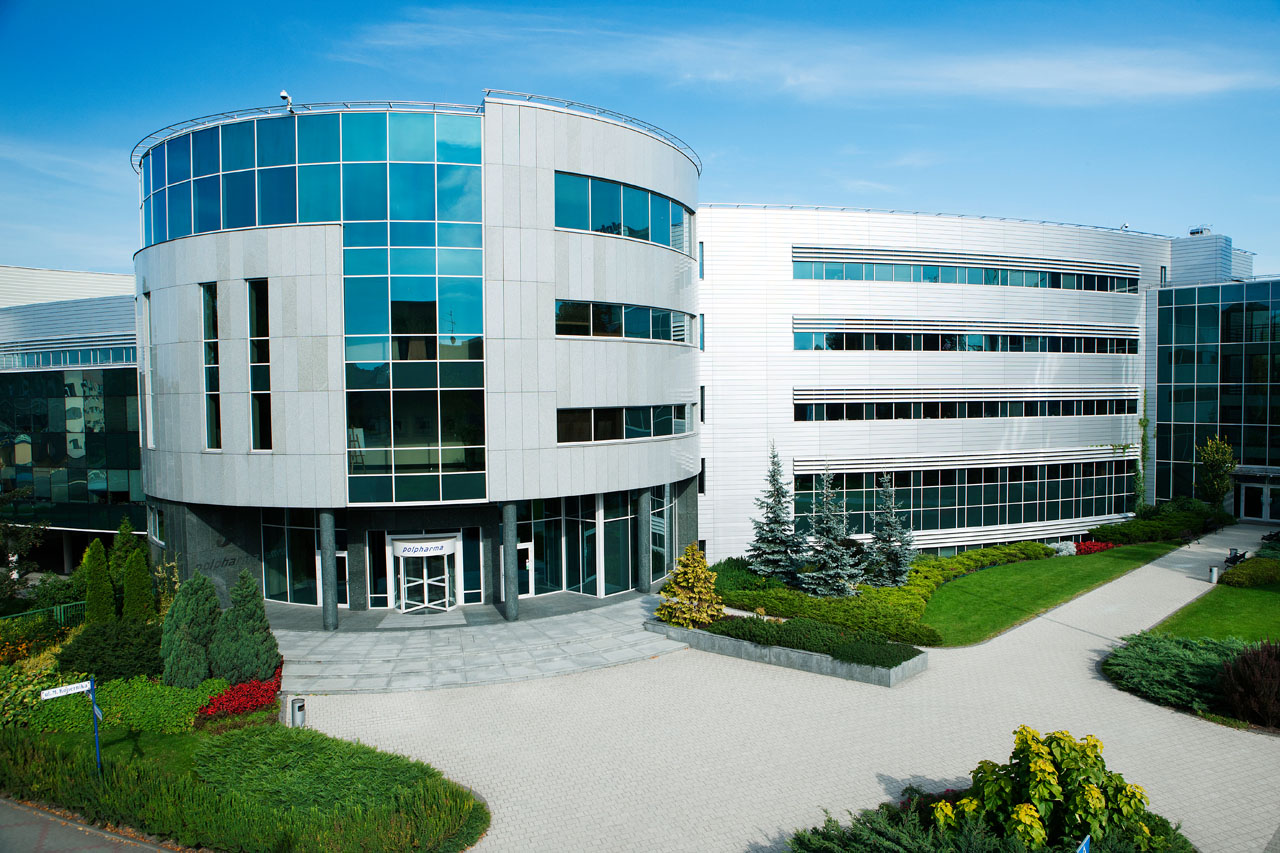
Фармацевтичний комбінат Polpharma Starogard Gdański

Єжи Анджей Старак (народився 12 грудня 1947 року в Цешині) — польський підприємець, занесений до списку 100 найбагатших поляків. 

## Життєпис
Випускник Головної школи сільського господарства у Варшаві. Працював в Італії, в період ПНР заснував Comindex, одне з найбільших польських підприємств. За інформацією ЗМІ, Служба безпеки завербувала Юрія Старака в 1980-х як секретного співробітника.
У 1990-ті роки ввів на польський ринок великі концерни з галузі FMCG: Nutricię і Colgate-Palmolive, а також бренд Bols. У 2000 купив Polpharma (контролюючи в 2015 64,5% акцій), а в 2012 очолив варшавську Polfę. Отримав частку в Підприємствах Кислот Крушвіца і Herbapolu Люблін. Має також кілька фабрик з виробництва ліків у Росії і Казахстані.
Через Polpharma вкладав у центр досліджень і розробок ліків Polpharma Biologics в Гданську. У 2008 році створив Фонд Родини Стараків, який заявляє про підтримку талановитих молодих людей. 
З 1990 року Єжи Старак занесений до списку 100 найбагатших поляків тижневика Wprost (найвищий результат на 4-му місці у 1993 та 2001 роках) . У 2015 році Forbes щомісяця оцінював вартість активів Єжи Старака та його дружини Анни Возняк-Старак у 3,3 мільярда злотих .

## Нагороди та призи
Нагороджений Кавалерським хрестом (2003) і Офіцерським хрестом (2012) Ордена Відродження Польщі. 
У 2011 році він отримав нагороду ім. Анджея Вержбіцького. У 2013 році він був нагороджений Перлиною пошани польської економіки (у категорії пропагування соціальних цінностей) .

## Приватне життя
Одружувався двічі. У нього народився син Патрик з першою дружиною. Друга дружина — підприємиця Ганна Возняк-Старак. У них є дочка Юлія Старак, яка проживає в Швейцарії. Пасинок Єжи Старака (син другої дружини від попереднього шлюбу, загинув у серпні 2019) — Пйотр Возняк-Старак, кінопродюсер і чоловік Агнешки Возняк-Старак . 

## Дивись також
- Зигмунт Солож-Жак